# Mildred Richardson
Fannie Mildred „Wag” Richardson, z domu Allingham (ur. 19 lipca 1893 w Londynie, zm. 29 czerwca 1987 tamże) – brytyjska łyżwiarka figurowa startująca w parach sportowych z mężem T.D. Richardsonem, uczestniczka igrzysk olimpijskich w Chamonix (1924) oraz korespondentka sportowa.

## Życiorys
Mildred Allingham była wschodzącą piosenkarką, ale porzuciła śpiew po dołączeniu do klubu łyżwiarskiego Prince's Club w Knightsbridge. W 1915 roku wyszła za mąż za swojego partnera sportowego T.D. Richardsona. Podczas wojny jej mąż służył jako kapitan brytyjskiej armii, a po zakończeniu wojny małżeństwo Richardsonów wznowiło karierę łyżwiarską i zostało wicemistrzami Wielkiej Brytanii.
W 1924 roku Richardsonowie wystąpili na zimowych igrzyskach olimpijskich 1924 w Chamonix, gdzie zajęli 8. miejsce. Pomimo tego, że Mildred nie startowała na zimowych igrzyskach olimpijskich 1936 w Garmisch-Partenkirchen, była kapitanem łyżwiarskiej reprezentacji Wielkiej Brytanii. Po II wojnie światowej była korespondentką sportów zimowych i łyżwiarstwa figurowego dla The Observer.

## Osiągnięcia
Z T.D. Richardsonem
| Zawody                        | 1923           | 1924           |                |                |                |                |                |                |                |                |                |                |                |                |                |                |                |
| Międzynarodowe                | Międzynarodowe | Międzynarodowe | Międzynarodowe | Międzynarodowe | Międzynarodowe | Międzynarodowe | Międzynarodowe | Międzynarodowe | Międzynarodowe | Międzynarodowe | Międzynarodowe | Międzynarodowe | Międzynarodowe | Międzynarodowe | Międzynarodowe | Międzynarodowe | Międzynarodowe |
| ----------------------------- | -------------- | -------------- | -------------- | -------------- | -------------- | -------------- | -------------- | -------------- | -------------- | -------------- | -------------- | -------------- | -------------- | -------------- | -------------- | -------------- | -------------- |
| Igrzyska olimpijskie          |                | 8              |                |                |                |                |                |                |                |                |                |                |                |                |                |                |                |
| Krajowe                       |                |                |                |                |                |                |                |                |                |                |                |                |                |                |                |                |                |
| Mistrzostwa Wielkiej Brytanii | 2              |                |                |                |                |                |                |                |                |                |                |                |                |                |                |                |                |